# Southern Poverty Law Center
Southern Poverty Law Center (SPLC) är en amerikansk ideell människorättsorganisation, grundad 1971 som en juridisk byrå för mänskliga rättigheter. SPLC:s fokusområden är mänskliga rättigheter, rasism och hatbrott. Organisationen är bland annat känd för sitt arbete mot vit makt-grupper, juridisk hjälp till offer för hatbrott, kartläggning av hatgrupper och sitt utbildningsprogram för tolerans. SPLC har sitt säte i Montgomery, Alabama.

## Historia
Efter att medborgarrättsrörelsen i USA hade lett till juridiska förändringar (Civil Rights Act, 1964 och Voting Rights Act, 1965) beslutade sig advokaterna Joseph Levin och Morris Dees för att se till att lagarna efterlevdes. Levin och Dees, tillsammans med aktivisten Julian Bond, drev flera rättsfall pro bono och tog igen pengarna på andra fall. De bildade 1971 organisationen Southern Poverty Law Center, en ideell förening med målet att genomdriva stämningar och utbildningar. Organisationen fick snart tillräckligt med donationer för att kunna anställa fler personer. Bond blev organisationens ordförande.
Organisationen har vunnit flera rättsfall, till exempel Paradise v. Allen, som innebar att polisen i Alabama förhindrades från att diskriminera vid anställning, något som gjorde att fler afroamerikaner blev anställda inom polisen. Fallet innebar ett prejudikat och fick genklang i andra delar av USA. Ett annat fall innebar att hatgruppen Southern White Knights blev dömda att betala ett så högt skadestånd att gruppen senare splittrades. I ett annat fall stämdes Ku Klux Klan, vilket resulterade i att klanen blev tvungen avsluta sina hatbaserade aktiviteter. Organisationen har också arbetat juridiskt för grupper såsom arbetande kvinnor och personer som använder USA:s välfärdssystem, samt för att visa på orättvisan i den höga andelen svarta i fängelse.

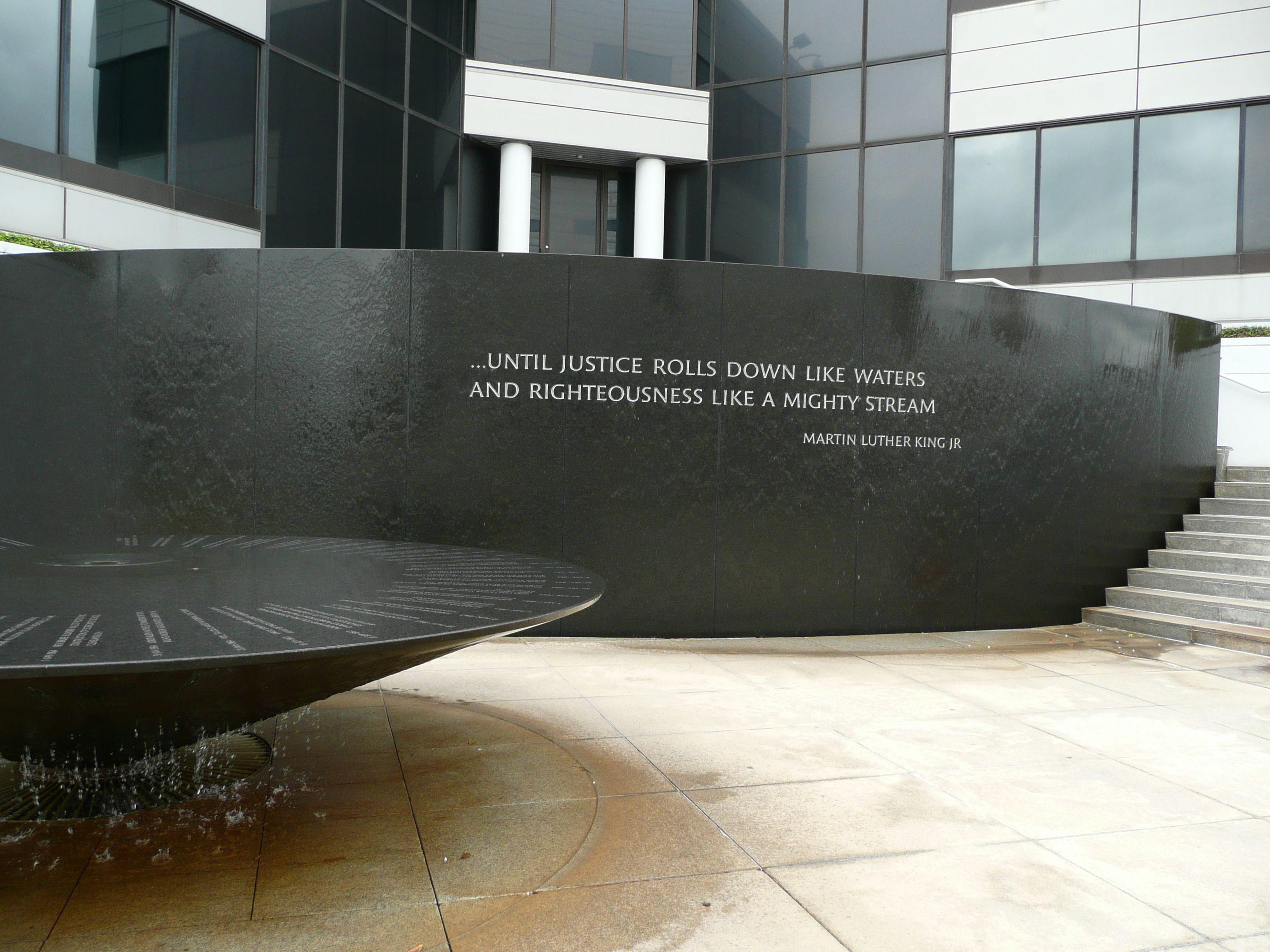
Monumentet till minne av medborgarrättsrörelsen i Montgomery, Alabama. Monumentet är skapat av Maya Lin.

Dessutom bevakar SPLC olika hatgrupper och extremistgrupper inom USA, vilket har fått erkännande av såväl USA:s kongress och FN. Programmet kallas Intelligence Project och började i början på 1980-talet, med tidningen Klanwatch. När tidningen utökades till att även behandla andra hatgrupper bytte den namn till The Intelligence Report. Tidningen har omkring 300 000 prenumeranter, varav drygt 60 000 arbetar inom polis- och rättsväsende. Dessutom har organisationen utbildning för rättsväsendet i hatgruppers organisation och historia.
1989 reste organisationen ett monument till minne av medborgarrättsrörelsen i Montgomery, Alabama.
1991 bildade organisationen en läroplan för motsvarande förskole- till gymnasielärare, Teaching Tolerance.
1994 fick organisationens dokumentärfilm A Time for Justice om medborgarrättsrörelsen en Oscar för bästa dokumentär.
Under 2000-talet har organisationen fått flera filialer. Det första var i Jackson, Mississippi år 2005. De finns också representerade i Louisiana, Georgia och Florida. Där fokuseras främst på program för att hålla ungdomar utanför fängelse genom att utbilda dem, särskilt barn med svårigheter att lära sig.

### Kontroverser
Organisationen har bland annat rönt kritik för att de ägnat för mycket tid åt att samla in pengar. Men även för att deras listor över antimuslimska extremister skulle ha inkluderat reformister av islam och människorättsaktivister, något som organisationen förklarar med att personerna spridit konspirationsteorier om att muslimer infiltrerar universitet och rättsväsendet.